# کلینافلوکساسین
کلینافلوکساسین(به انگلیسی: Clinafloxacin) یک آنتی‌بیوتیک تحقیقاتی فلوروکینولونی است. علی‌رغم فعالیت آنتی بیوتیکی نویدبخش، به دلیل عوارض جانبی جدی، کاربرد بالینی آن با مشکل مواجه است. 

## کاربردهای پزشکی
کلینافلوکساسین برای هیچ بیماری تاکنون تأیید نشده‌است. با استناد به نگرانی‌های مربوط به ایمنی، برنامه جدید تحقیقاتی داروی در سال ۱۹۹۹ توسط سازنده آن از دستور کار خارج شد. 